# Sada (Galicia)
Sada egy község Spanyolországban, A Coruña tartományban. Sada Bergondo, Cambre és Oleiros községekkel határos. Lakosainak száma 17 140 fő (2024).

## Népesség
A település népessége az utóbbi években az alábbiak szerint változott:
| Lakosok száma | 11 351 | 12 453 | 13 134 | 14 487 | 14 870 | 15 156 | 15 150 | 15 841 | 16 382 | 17 140 |
|               | 2001   | 2004   | 2006   | 2009   | 2011   | 2014   | 2016   | 2019   | 2021   | 2024   |